# Hyocrinida
De Hyocrinida vormen een orde van de zeelelies (Crinoidea).

## Familie
- Hyocrinidae Carpenter, 1884